# NGC 6080
NGC 6080 este o galaxie spirală situată în constelația Șarpele. A fost descoperită în 30 martie 1887 de către Lewis A. Swift.